# 小行星7652
小行星7652（英語：7652）是一颗围绕太阳公转的小行星。1991年9月13日，亨利·E·霍爾特在帕洛马山发现了此天体。
这颗小行星的绝对星等为27.42566等。